# مبادرة الإستقصاء العالمي للصحة النفسية
مبادرة الاستقصاء العالمي للصحة النفسية هي مشروع تعاوني بين منظمة الصحة العالمية، وجامعة هارفارد، وجامعة ميشيغان، وباحثين مستقلين من  مختلف دول العالم، لتنسيق عمليات تحليل وتنفيذ المسح الوبائي للأمراض النفسية والسلوكية وحالات تعاطي المخدرات في كل الأقاليم التابعة لمنظمة الصحة العالمية.

## الهدف
من المقدر أن عبء الأمراض النفسية واضطرابات الإدمان هي من بين أعلى المعدلات في العالم مع زيادة متوقعة في العقود المقبلة. غير أن هذه التقديرات لا تستند إلى مسوحات وبائية مقطعية، وإنما تستند على أساس النصوص المنهجية والدراسات المعزولة. إن هذه المبادرة تهدف إلى التحديد الدقيق للعبء الذي تشكله الأمراض النفسية والسلوكية من خلال الحصول على معلومات مقطعية دقيقة حول انتشارها والعوامل المرتبطة بها وكذلك عن تعاطي المخدرات، مما يسمح بتقييم عوامل الخطر ودراسة أنماط استخدام الخدمات الصحية من أجل إتباع وسائل التدخل المناسبة.

## المساهمون
تساهم في هذا المسح 27 دولة في العالم من جميع أقاليم منظمة الصحة العالمية.
| أقاليم منظمة الصحة العالمية        | البلدان          |
| ---------------------------------- | ---------------- |
| المكتب الإقليمي لشرق المتوسط       | العراق           |
| المكتب الإقليمي لشرق المتوسط       | لبنان            |
| المكتب الإقليمي للأمريكتين         | الأرجنتين        |
| المكتب الإقليمي للأمريكتين         | البرازيل         |
| المكتب الإقليمي للأمريكتين         | كولومبيا         |
| المكتب الإقليمي للأمريكتين         | المكسيك          |
| المكتب الإقليمي للأمريكتين         | بيرو             |
| المكتب الإقليمي للأمريكتين         | الولايات المتحدة |
| المكتب الإقليمي لأفريقيا           | نيجيريا          |
| المكتب الإقليمي لأفريقيا           | جنوب أفريقيا     |
| المكتب الإقليمي لأوروبا            | بلجيكا           |
| المكتب الإقليمي لأوروبا            | بلغاريا          |
| المكتب الإقليمي لأوروبا            | فرنسا            |
| المكتب الإقليمي لأوروبا            | ألمانيا          |
| المكتب الإقليمي لأوروبا            | إيطاليا          |
| المكتب الإقليمي لأوروبا            | هولندا           |
| المكتب الإقليمي لأوروبا            | أيرلندا الشمالية |
| المكتب الإقليمي لأوروبا            | بولندا           |
| المكتب الإقليمي لأوروبا            | البرتغال         |
| المكتب الإقليمي لأوروبا            | رومانيا          |
| المكتب الإقليمي لأوروبا            | إسبانيا          |
| المكتب الإقليمي لأوروبا            | أوكرانيا         |
| المكتب الإقليمي لغرب المحيط الهادي | أستراليا         |
| المكتب الإقليمي لغرب المحيط الهادي | الصين            |
| المكتب الإقليمي لغرب المحيط الهادي | اليابان          |
| المكتب الإقليمي لغرب المحيط الهادي | نيوزيلندا        |